# Aritz Aduriz
Aritz Aduriz Zubeldia (sinh ngày 11 tháng 2 năm 1981, ở Donostia (San Sebastián), Tây Ban Nha) là một cựu cầu thủ bóng đá Tây Ban Nha/Basque hiện đã giải nghệ
Lớn lên tại lò đạo tạo trẻ thanh niên Lezama nổi tiếng, ông đã dành gần ba mùa cho mượn (một với Burgos CF, hai với Real Valladolid), sau đó anh trở lại với Athletic vào tháng 1 năm 2006. Anh đã tỏ ra tiến bộ liên tục từ đó, anh ghi 9 bàn thắng trong 33 trận trong mùa giải 2006-2007, bao gồm một cú hat-trick trong trận đấu với Real Zaragoza ngày 19 tháng 5 năm 2007 (một trận mà Athletic thua với tỷ số 4-3).

## Thống kê sự nghiệp câu lạc bộ
| Câu lạc bộ                | Mùa giải                  | La Liga | La Liga | Copa del Rey | Copa del Rey | Châu Âu | Châu Âu | Tổng cộng | Tổng cộng |
| Câu lạc bộ                | Mùa giải                  | Trận    | Bàn     | Trận         | Bàn          | Trận    | Bàn     | Trận      | Bàn       |
| ------------------------- | ------------------------- | ------- | ------- | ------------ | ------------ | ------- | ------- | --------- | --------- |
| Aurrerá                   | 1999–2000                 | 25      | 8       | –            | –            | –       | –       | 25        | 8         |
| Aurrerá                   | Tổng cộng                 | 25      | 8       | –            | –            | –       | –       | 25        | 8         |
| Bilbao Athletic           | 2000–01                   | 33      | 8       | –            | –            | –       | –       | 33        | 8         |
| Bilbao Athletic           | 2001–02                   | 35      | 7       | –            | –            | –       | –       | 35        | 7         |
| Bilbao Athletic           | 2002–03                   | 22      | 3       | –            | –            | –       | –       | 22        | 3         |
| Bilbao Athletic           | Tổng cộng                 | 90      | 18      | –            | –            | –       | –       | 90        | 18        |
| Athletic Bilbao           | 2002–03                   | 3       | 0       | 1            | 0            | –       | –       | 4         | 0         |
| Burgos                    | 2003–04                   | 36      | 16      | 2            | 0            | –       | –       | 38        | 16        |
| Burgos                    | Tổng cộng                 | 36      | 16      | 2            | 0            | –       | –       | 38        | 16        |
| Valladolid                | 2004–05                   | 32      | 14      | 6            | 2            | –       | –       | 38        | 16        |
| Valladolid                | 2005–06                   | 14      | 6       | 0            | 0            | –       | –       | 14        | 6         |
| Valladolid                | Tổng cộng                 | 46      | 20      | 6            | 2            | –       | –       | 52        | 22        |
| Athletic Bilbao           | 2005–06                   | 15      | 6       | 2            | 0            | –       | –       | 17        | 6         |
| Athletic Bilbao           | 2006–07                   | 34      | 9       | 1            | 0            | –       | –       | 35        | 9         |
| Athletic Bilbao           | 2007–08                   | 33      | 7       | 5            | 1            | –       | –       | 38        | 8         |
| Mallorca                  | 2008–09                   | 35      | 11      | 5            | 0            | –       | –       | 40        | 11        |
| Mallorca                  | 2009–10                   | 34      | 12      | 3            | 1            | –       | –       | 37        | 13        |
| Mallorca                  | Tổng cộng                 | 69      | 23      | 8            | 1            | –       | –       | 77        | 24        |
| Valencia                  | 2010–11                   | 29      | 10      | 2            | 2            | 7       | 6       | 38        | 18        |
| Valencia                  | 2011–12                   | 29      | 7       | 6            | 1            | 10      | 1       | 45        | 9         |
| Valencia                  | Tổng cộng                 | 58      | 17      | 8            | 3            | 17      | 7       | 83        | 27        |
| Athletic Bilbao           | 2012–13                   | 36      | 14      | 2            | 1            | 6       | 3       | 44        | 18        |
| Athletic Bilbao           | 2013–14                   | 31      | 16      | 5            | 2            | -       | -       | 36        | 18        |
| Athletic Bilbao           | 2014–15                   | 31      | 18      | 8            | 5            | 8       | 3       | 47        | 26        |
| Athletic Bilbao           | 2015–16                   | 34      | 20      | 7            | 6            | 14      | 10      | 55        | 36        |
| Athletic Bilbao           | 2016–17                   | 32      | 16      | 4            | 1            | 6       | 7       | 42        | 24        |
| Athletic Bilbao           | 2017–18                   | 33      | 9       | 1            | 0            | 14      | 11      | 48        | 20        |
| Athletic Bilbao           | 2018–19                   | 20      | 2       | 3            | 4            | –       | –       | 23        | 6         |
| Athletic Bilbao           | 2019–20                   | 14      | 1       | 3            | 0            | –       | –       | 17        | 1         |
| Tổng cộng Athletic Bilbao | Tổng cộng Athletic Bilbao | 231     | 96      | 32           | 15           | 48      | 34      | 313       | 149       |
| Tổng cộng sự nghiệp       | Tổng cộng sự nghiệp       | 640     | 221     | 66           | 22           | 66      | 37      | 780       | 285       |

### Bàn thắng quốc tế
| #  | Ngày                 | Địa điểm                                        | Đối thủ       | Bàn thắng | Kết quả | Giải đấu                 |
| -- | -------------------- | ----------------------------------------------- | ------------- | --------- | ------- | ------------------------ |
| 1. | 24 tháng 3 năm 2016  | Sân vận động Friuli, Udine, Ý                   | Ý             | 1–1       | 1–1     | Giao hữu                 |
| 2. | 12 tháng 11 năm 2016 | Sân vận động Los Cármenes, Granada, Tây Ban Nha | Bắc Macedonia | 4–0       | 4–0     | Vòng loại World Cup 2018 |